# هانابوسا یوشیموتو
هانابوسا یوشی‌موتو ((به ژاپنی: 花房 義質 Hanabusa Yoshitada); ۱۰ فوریهٔ ۱۸۴۲ – ۹ ژوئیهٔ ۱۹۱۷) دیپلمات، سیاستمدار در دوره میجی اهل ژاپن بود. در سال ۱۸۶۷ با شروع اصلاحات میجی به اروپا و شمال آمریکا جهت تحصیل اعزام شد. در بازگشت در سال ۱۸۷۰ در وزارت امور خارجه ژاپن شروع به کار کرد.